# Stade Jacques-Fouroux
‌
Le stade Jacques-Fouroux anciennement stade du Moulias est situé dans l’enceinte sportive « Patrice Brocas », au sud de la ville d'Auch. Il est aujourd'hui appelé stade Jacques-Fouroux, en l’honneur du « petit caporal », ancien joueur et entraîneur emblématique du XV de France et du FC Auch.
Ce stade est l'enceinte du RC Auch qui évolue en Nationale 2 pour la saison 2023-2024.

## Histoire
Le stade est inauguré en 1956 lors d'un match de challenge Yves du Manoir contre l'USA Perpignan.
Il accueille le 24 mai 1990 une rencontre France-Roumanie, remportée par les Roumains notamment emmenés par le futur auscitain Sandu Ciorăscu 6-12.
Le 18 octobre 1997, à l'occasion de la Coupe latine, le stade accueille une nouvelle rencontre internationale qui verra l'équipe de France s'imposer par 30 à 19 face à l'équipe d'Italie.

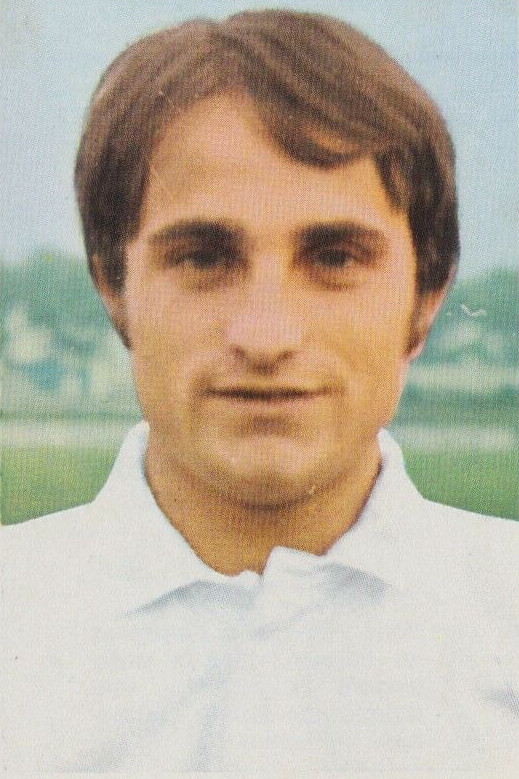
Jacques Fouroux

En janvier 2007, le stade prend le nom de stade Jacques-Fouroux, en l’honneur du « petit caporal », ancien joueur et entraîneur du XV de France et du FC Auch, complexe sportif du Moulias prenant désormais le nom Parc des sports Patrice-Brocas. Le stade est inauguré dans sa nouvelle configuration (7 300 places dont 3 310 assises) lors d’un match entre les cadets auscitains et les cadets tarbais comme l’aurait souhaité Jacques Fouroux. Une nouvelle tribune (tribune latérale) a vu le jour lors de la venue du Biarritz olympique à Auch lors de la saison 2007-2008 après la rénovation total du stade pour cette accession en Top 14.
Ce stade dispose d'une pelouse naturelle et d'une piste d'athlétisme avec notamment une piste de 400 mètres de six couloirs dont huit pour le 100 mètres.
L'enceinte comporte trois tribunes qui peuvent accueillir 3 310 spectateurs. La tribune Honneur dispose de 1100 places assises, la tribune Marathon de 1 710 places et enfin la tribune Latérale de 500 places. On compte aussi 3 990 places debout, qui se répartissent en pesage entre la tribune Honneur et la piste d'athlétisme, et dans les virages.
Le stade Jacques-Fouroux est équipé pour des rencontres en nocturne, possédant un éclairage de 1 400 Lux, il respecte le cahier des charges de la Ligue nationale de rugby, et peut accueillir la retransmission de matchs télévisés.
Le stade est aussi équipé d'un vaste espace réceptif couvert derrière la tribune Marathon, afin d'accueillir les partenaires après les matchs. Une bodéga couverte est aussi présente, comportant plusieurs buvettes.
La tribune Honneur possède deux vestiaires, dont un pour les visiteurs, dédiés aux matchs du Rugby club Auch (RCA), deux vestiaires sont aussi présents sous la tribune Marathon.
Le complexe Patrice Brocas propose aussi plusieurs terrains en herbe annexe dont des terrains de football et de rugby. Une piscine couverte et extérieur, un terrain de tennis, mais aussi d'un terrain de basket extérieur et un fronton.

## Galerie

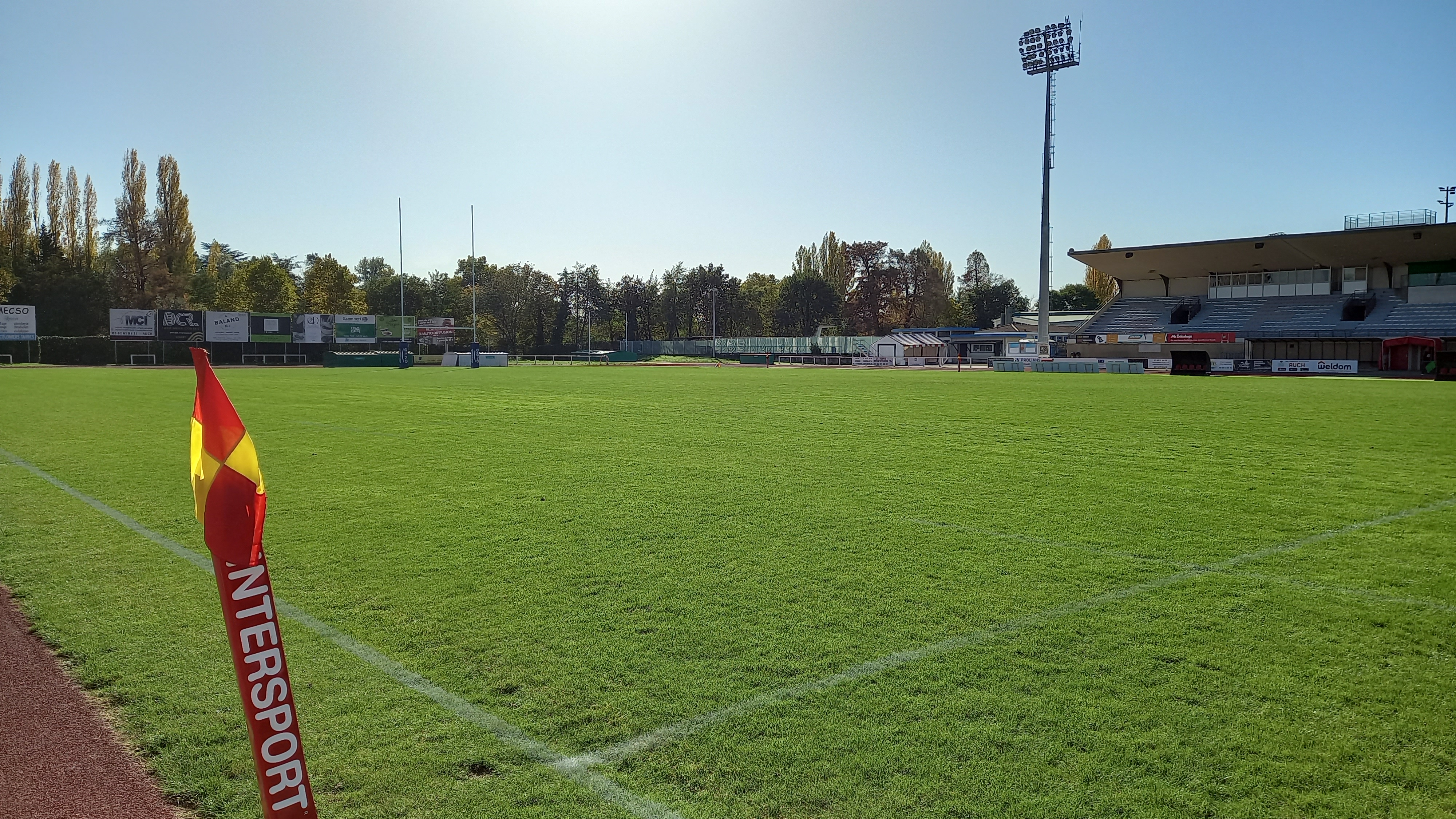
Le terrain.
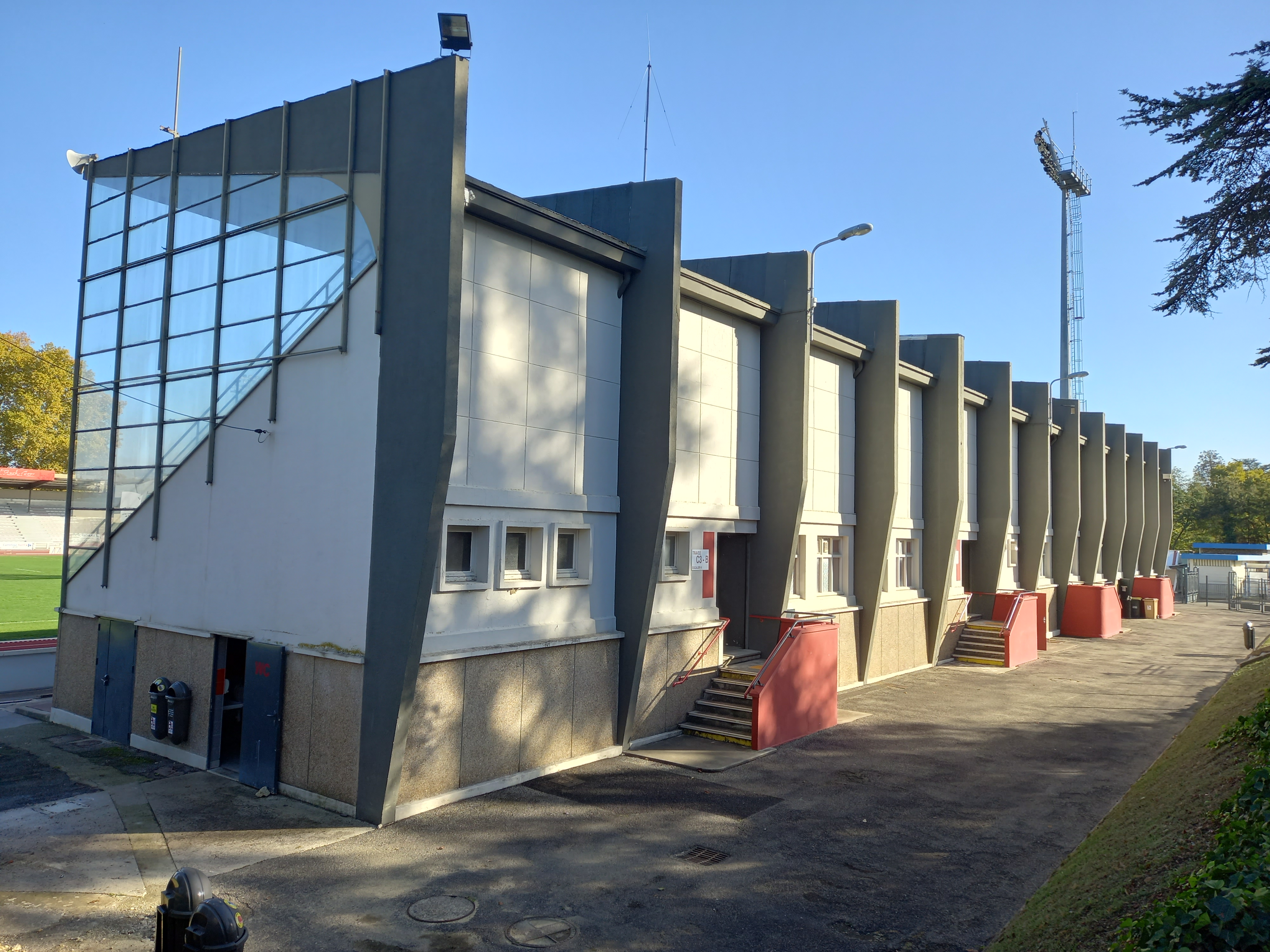
La tribune Honneur.
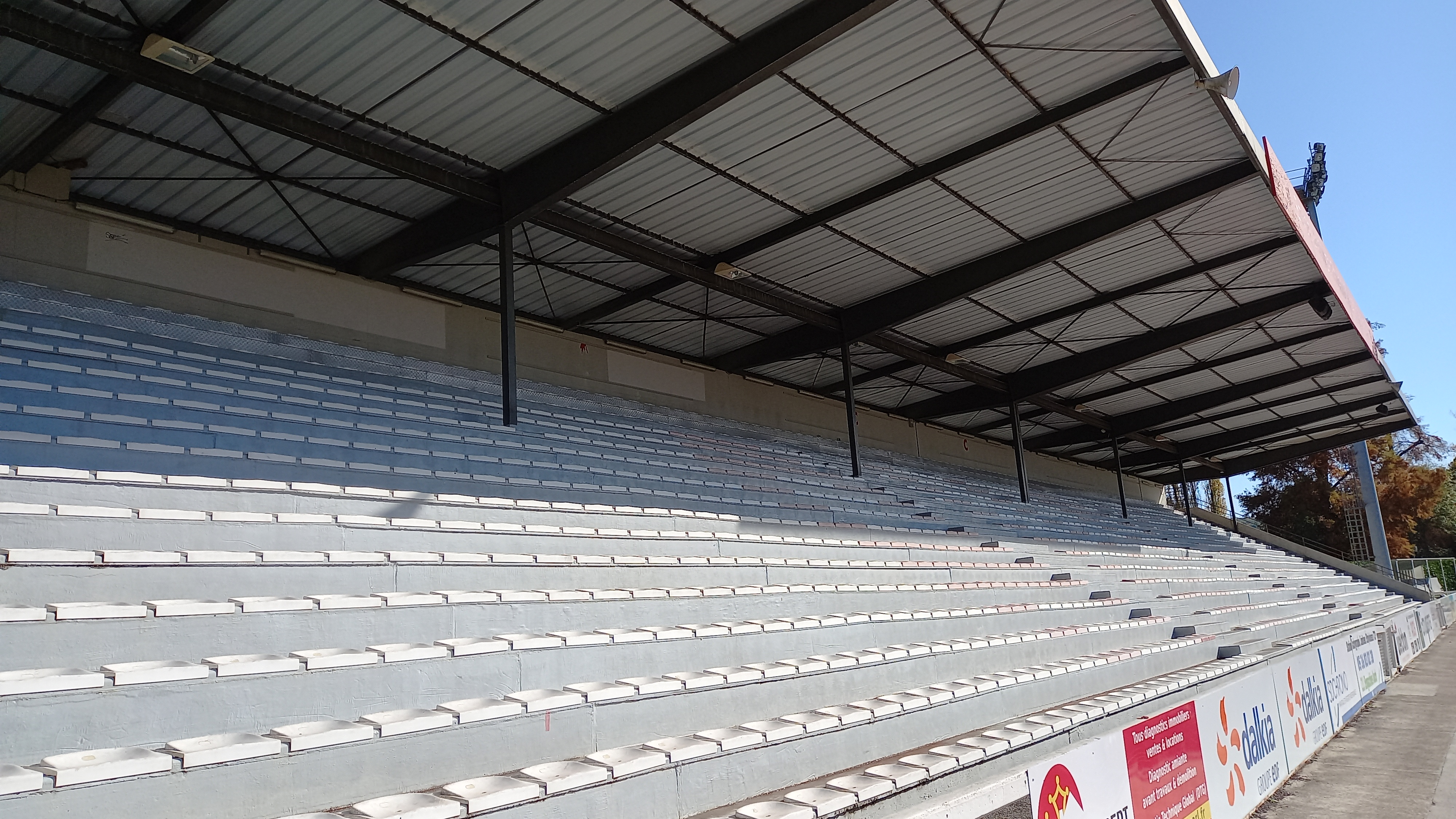
La tribune Marathon.
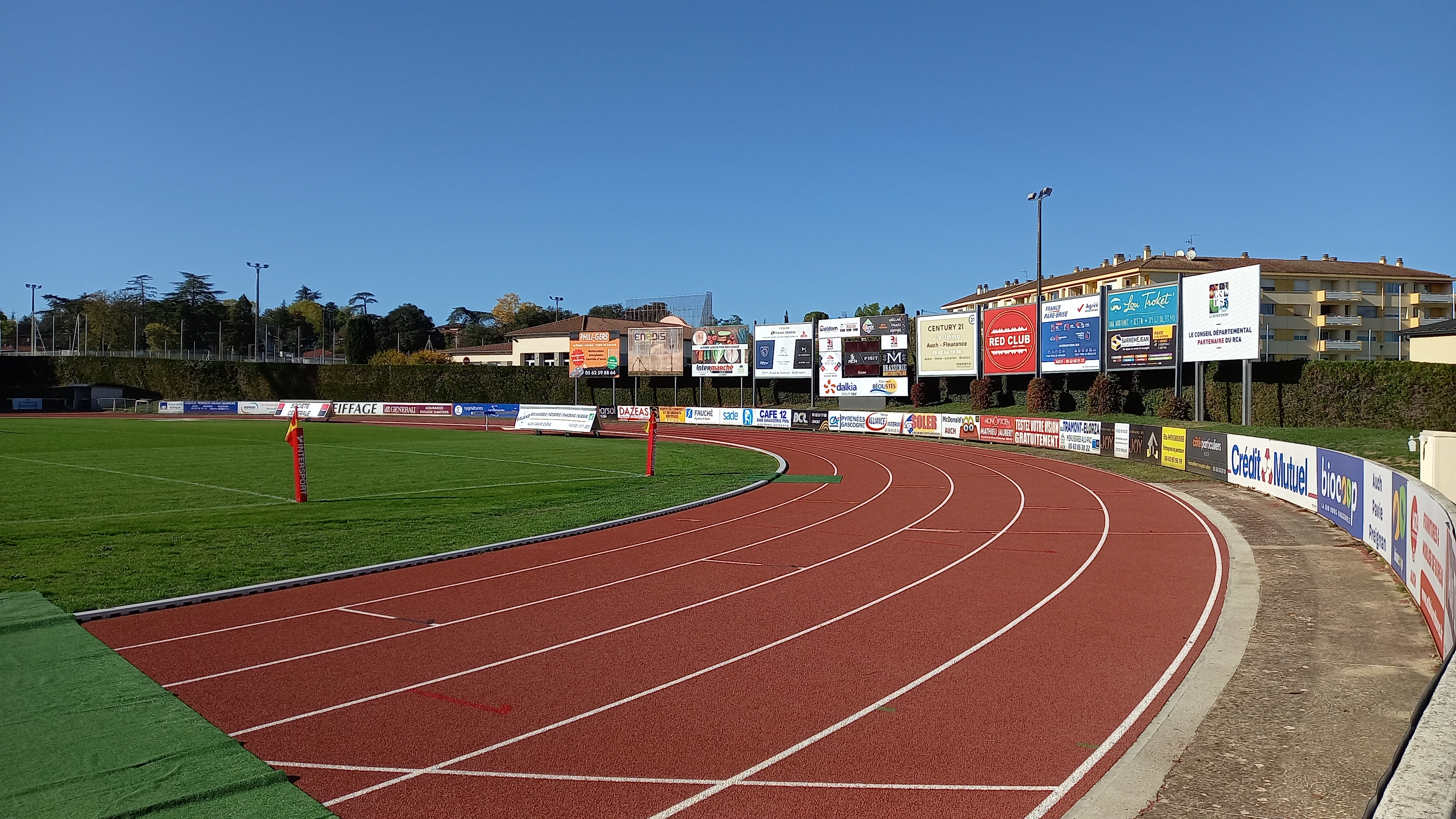
La piste d’athéisme entourant le terrain.
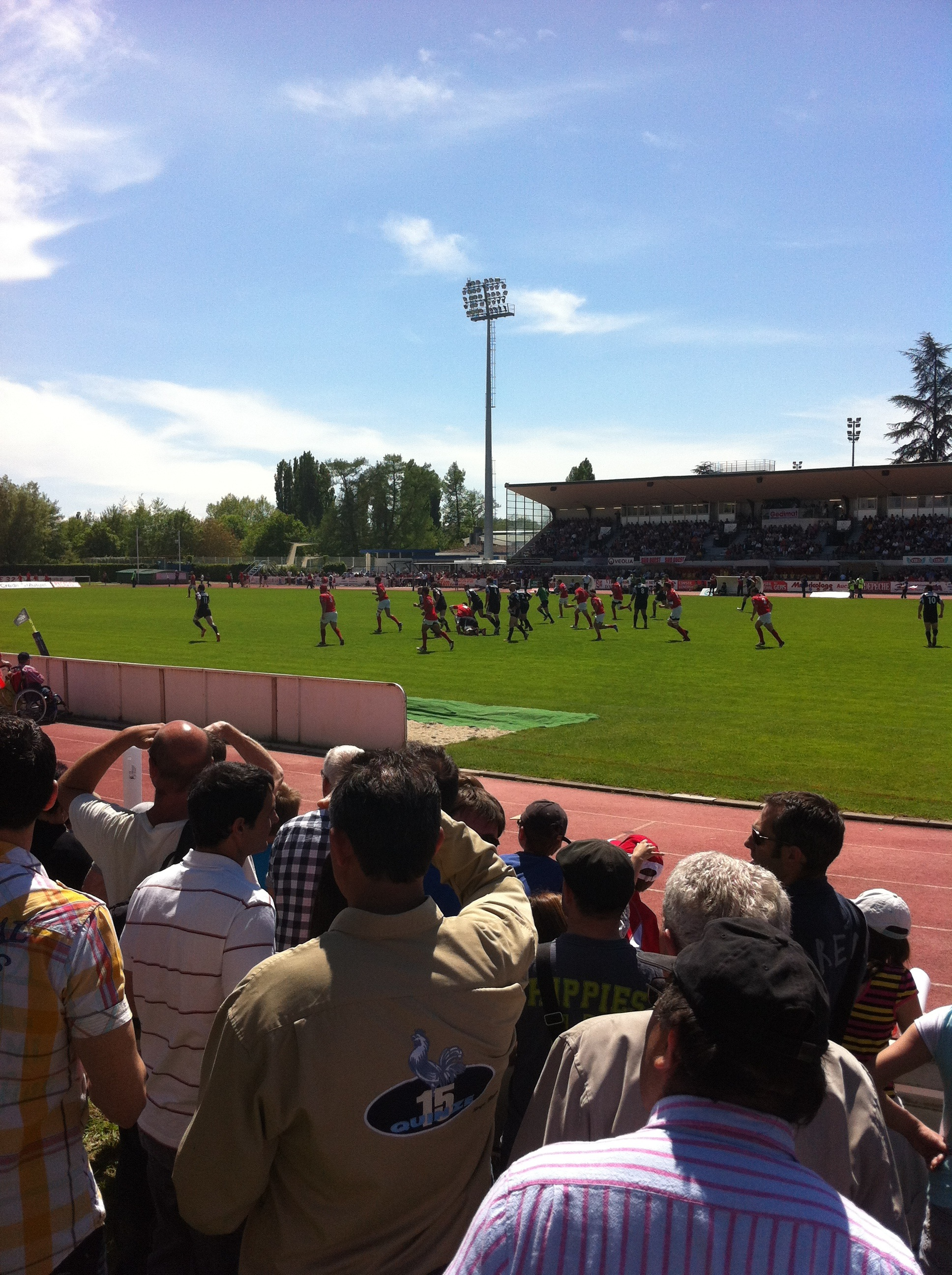
Vue d'un match au stade en 2013.